# Benjamin Harkarvy

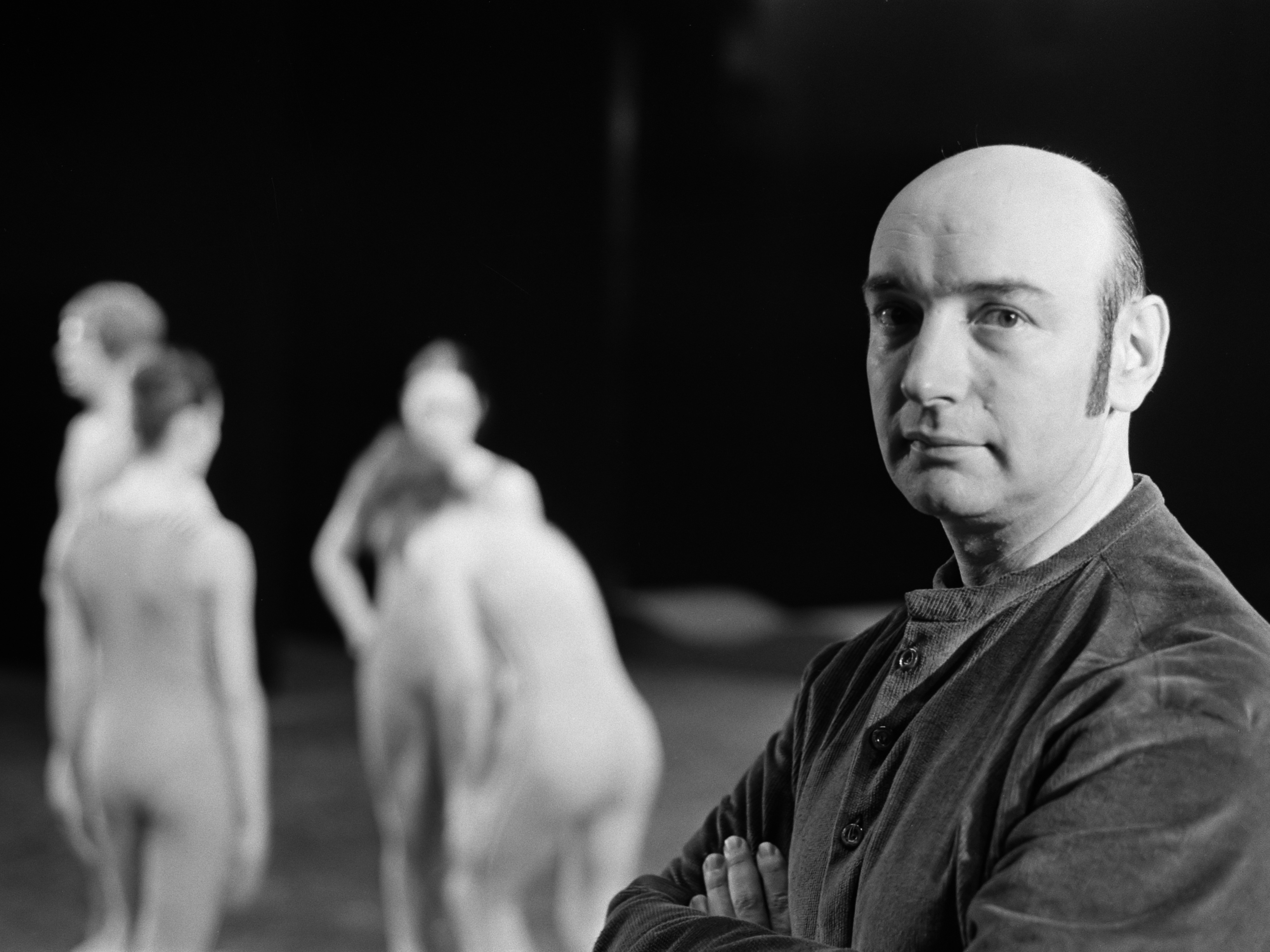
Benjamin Harkarvy (1971)

Benjamin Harkarvy (* 16. Dezember 1930 in New York City; † 30. März 2002 ebenda) war ein US-amerikanischer Tanzlehrer, Ballettmeister und Choreograph.

## Leben und Wirken
Harkarvy hatte ab dem dreizehnten Lebensjahr Ballettunterricht. Seine ersten Lehrer waren Edward Caton und Yelizaveta Anderson-Ivantzova. Er studierte dann Tanz an George Balanchines School of American Ballet und arbeitete kurze Zeit als Tänzer an der Brooklyn Lyric Opera. Er unterrichtete von 1951 bis 1955 an der Schule von Michel Fokine in New York und eröffnete 1955 eine eigene Ballettschule. Ab 1957 leitete er das Royal Winnipeg Ballet, und 1958 wurde er Ballettmeister des Dutch National Ballet.
Im Jahr 1959 gründete er das Nederlands Dans Theater, das er gemeinsam mit Hans van Manen zehn Jahre lang leitete. Er führte hier eigene Choreographien auf, engagierte aber auch Choreographen wie Anna Sokolow, Glen Tetley und John Butler. 1969 wurde er neben Lawrence Rhodes Kodirektor des Harkness Ballet, das im Folgejahr aufgelöst wurde. Er kehrte dann zum Dutch National Ballet zurück und leitete von 1973 bis 1982 das Pennsylvania Ballet.
Ab 1990 unterrichtete Harkarvy Ballett und modernen Tanz an der Juilliard School. Ab 1992 war er Leiter der Tanzabteilung der Juilliard School. Daneben arbeitete er als Lehrer und Trainer u. a. für das Royal Danish Ballet, Les Grands Ballets Canadiens, das National Ballet of Spain und das Nederlands Dans Theater, leitete sechs Jahre lang das Ballettprojekt beim Jacob's Pillow Dance Festival und wirkte als Gastlehrer am Alvin Ailey American Dance Theatre. Als Choreograph arbeitete er für US-amerikanische, kanadische und europäische Fernsehsender und schuf mehrere Choreographien für das Juilliard Dance Ensemble, darunter Prom Story (1987), Cinque Madrigali (1991), Three Debussy Duets (1992), Time Passed Summer, Recital for Cello and Eight Dancers und Mozart K. 458. Mehrfach erhielt er Preise des National Endowment for the Arts und der Rockefeller Foundation.